# Diaphanophyllum vaginans
Diaphanophyllum vaginans là một loài rêu trong họ Ditrichaceae. Loài này được Sull. Lindb. mô tả khoa học đầu tiên năm 1863.